# Fred Meyer
Fred Meyer (Estados Unidos, 9 de agosto de 1910-1 de octubre de 1996) fue un gimnasta artístico estadounidense, subcampeón olímpico en Los Ángeles 1932 en el concurso por equipos.

## Carrera deportiva
En las Olimpiadas de Los Ángeles 1932 ganó la plata en el concurso por equipos, quedando situados por detrás de los italianos y por delante de los finlandeses, y siendo sus compañeros de equipo: Frank Cumiskey, Al Jochim, Frank Haubold y Michael Schuler. 